# Avenida Güemes (Concepción)
La Avenida Martín Miguel de Güemes es una avenida de Concepción, Tucumán, Argentina. Su recorrido inicia sobre la vieja traza de la ruta 38 hasta la avenida 24 de septiembre en el centro de la localidad del sur tucumano.

## Historia
Originalmente el camino era de tierra, pero en 2005 fue pavimentada y creada la avenida. En 2011 comenzó la ampliación de la arteria vehicular, en paralelo a la construcción de la travesía urbana de la ruta nacional 38 y la avenida del Bicentenario que conecta con la nueva traza de la ruta mencionada.
Esta obra fue inaugurada en 2013 por el secretario de obras públicas José López, el gobernador José Alperovich, el intendente Osvaldo Morelli y demás funcionarios. La avenida asfaltada posee 6 carriles (tres por circulación) y cruces semaforizados. Generalmente es lugar de picadas clandestinas y de accidentes viales. En 2019 se estableció la feria franca municipal entre la arteria vehicular y la calle Sarmiento, extendiéndose en el predio de la exestación de trenes de la ciudad.

## Sitios de interés
A lo largo de esta avenida se desarrollan varios lugares de interés y emblemáticos:
- Monumento a Nasif Estéfano
- Capilla de San Nicolás
- Supermercado Changomás
- Sanatorio Jesús María
- Feria Franca Municipal